# جوایز سرگرمی اس‌بی‌اس
جوایز سرگرمی اس‌بی‌اس (کره‌ای: SBS 연예대상؛ انگلیسی: SBS Entertainment Awards) مراسم اعطای جوایزی است که سالانه برگزار می‌شود و توسط سیستم پخش سئول (اس‌بی‌اس) حمایت مالی می‌شود. این مراسم اعطای جوایز حدود ۱۴۰ دقیقه است و در دو بخش در اس‌بی‌اس نمایش داده می‌شود. این رویداد در پایان هر سال برگزار می‌شود و جوایز به بهترین هنرمندان صنعت سرگرمی اهدا می‌شود. از سال ۲۰۱۴ این مراسم بخشی از جشنوارهٔ جوایز اس‌بی‌اس به همراه گایو دجون اس‌بی‌اس و جوایز درامای اس‌بی‌اس است. از سال ۲۰۱۷ جایزه سرگرمی اس‌اِی‌اف (SAF Entertainment Award) به جایزه سرگرمی اس‌بی‌اس تغییر نام داد.